# Bopal
Bopal (Bhopal) é a capital do estado de Madia Pradexe, na Índia. Tem cerca de 1 795 000 habitantes. Foi fundada em 1728 como capital do antigo principado do Bopal.
Bopal fica numa área cheia de vales, situada nas planícies de Malwa, e tem uma espécie de clima continental em que os verões são extremamente quentes e os invernos frios, chovendo moderadamente na estação das chuvas.
A velha cidade de Bopal inclui habitantes cuja religião predominante é o Islão, mas a nova Bopal pode-se considerar que é demograficamente uma área verdadeiramente cosmopolita. Os principais idiomas são o hindi, o urdu e o inglês, e há ainda uma importante comunidade que fala a língua marata.
Em 1984 aí aconteceu um grave acidente industrial envolvendo a empresa Union Carbide (depois Dow Chemical Company).

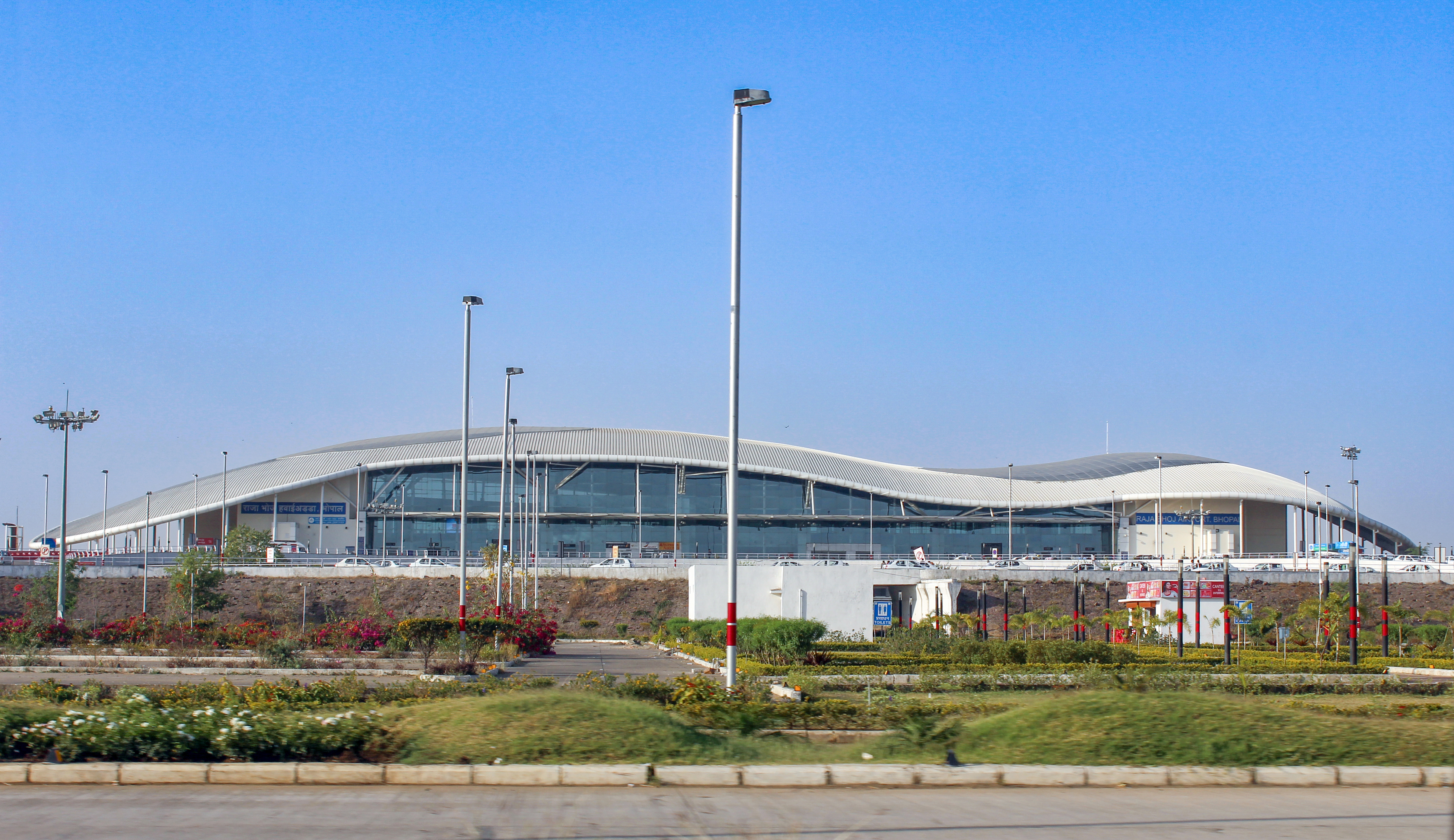
Raja Bhoj International Airport (BHO) Bopal